# Рівнинні перегони Краків-Львів
Рівнинні перегони Краків-Львів — проводилися в 30-х роках минулого століття дорогами загального користування загальною довжиною 400 кілометрів.

## Історія
Перегони стартували в Кракові, потім прямуючи на схід через Замосць, перетинали кордон через Раву-Руську. Після прикордонного містечка прямували на південний-схід до міста Жовква.
У Жовкві пілоти проїжджали вулицями міста і через замкову браму прямували далі — до Львова, де і фінішували.

## Сучасність
Сьогодні ці перегони проходять у формі фестивалю ретро-автомобілів, але тільки українською ділянкою траси під назвою ― Рівнинні перегони Рава-Руська―Жовква―Львів. Ці перегони організовує український «Автомобільний Клуб ЗАЗ-Козак».